# Rosario García Onofre

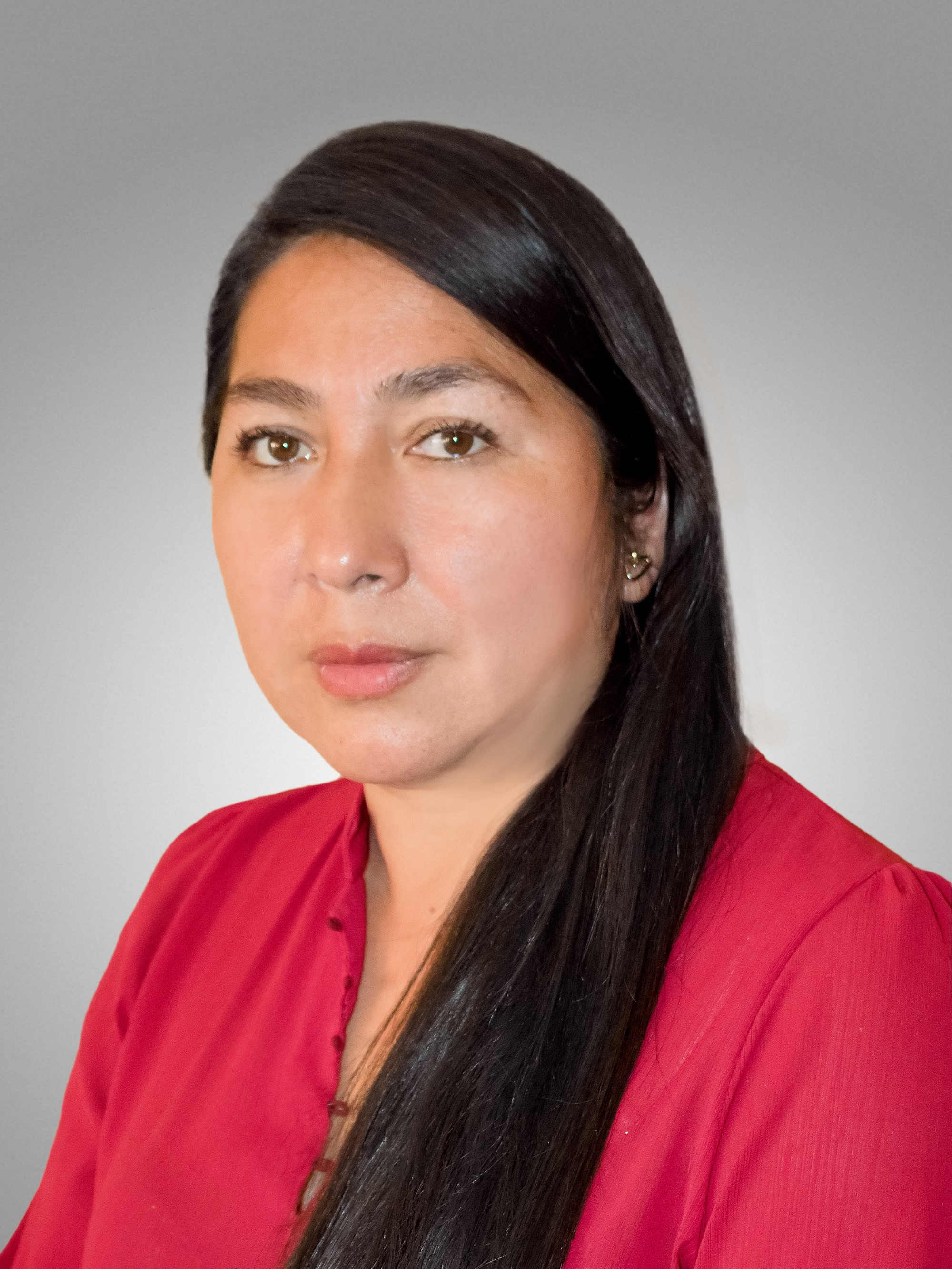
Rosario García Onofre (2020)

Rosario García Onofre (* 23. Februar 1976 in Trojes, Tiquipaya, Departamento Cochabamba) ist eine bolivianische Politikerin des MAS-IPSP die seit 2020 Mitglied des Abgeordnetenhauses von Bolivien ist.

## Leben
Rosario García Onofre, Tochter von Miguel García Medina und Bernardina Onofre Crespo, absolvierte nach dem Besuch der Escuela „Judioth Capriolo“ und des Liceo de Señoritas Bolivia ein Studium der Zahnmedizin an der Universidad Mayor de San Simón (UMSS) und nahm nach dessen Abschluss eine Tätigkeit als Zahnärztin auf. Sie engagiert sich in Tiquipaya in verschiedenen Organisationen wie zum Beispiel als Vorstandsmitglied des Sozialrates sowie als Mitglied des Rates für soziale Gesundheit und als Gründerin und Förderin der dortigen Kaufmannschaft FECOTI. Sie ist ferner Mitglied des Spanischen Roten Kreuzes und verschiedener Territorialer Basisorganisationen in Tiquipaya und Santaquilla.
Rosario García wurde bei der Parlamentswahl am 18. Oktober 2020 für den MAS-IPSP im Wahlkreis C-27 im Departamento Cochabamba zum Mitglied des Abgeordnetenhauses von Bolivien gewählt, des Unterhauses der Plurinationalen Legislativen Versammlung Boliviens. Ihr Stellvertreter wurde Vicente Condori Miranda. Sie war während der Sitzungsperioden 2021/2022 und 2022/2023 Sekretärin des Ausschusses für Arbeit und Arbeitsregime, von wo aus sie für Beschwerden über Verletzungen von Arbeitsrechten zuständig war. Darüber hinaus förderte sie die Überarbeitung des Gesetzentwurfs, der die Inanspruchnahme von 90 Tagen Freistellung während Mutterschaft garantiert. Ebenso trat sie für die Sozialisierung des Übereinkommens 190 der Internationalen Arbeitsorganisation (ILO), sodass der bolivianische Staat Arbeitsräume garantiert, die frei von jeglicher Art von Belästigung sind.
Am 8. November 2023 wurde Rosario García Onofre Erste Sekretärin des Präsidiums des Abgeordnetenhauses für die Sitzungsperiode 2023/2024 und gehört somit dem erweiterten Parlamentspräsidium um Parlamentspräsident Israel Huaytari Martínez an.